# Chaz Elder
Chaz Elder (11 aprile 1994) è un giocatore di football americano statunitense, che gioca come defensive back per i Saarland Hurricanes.